# Asag

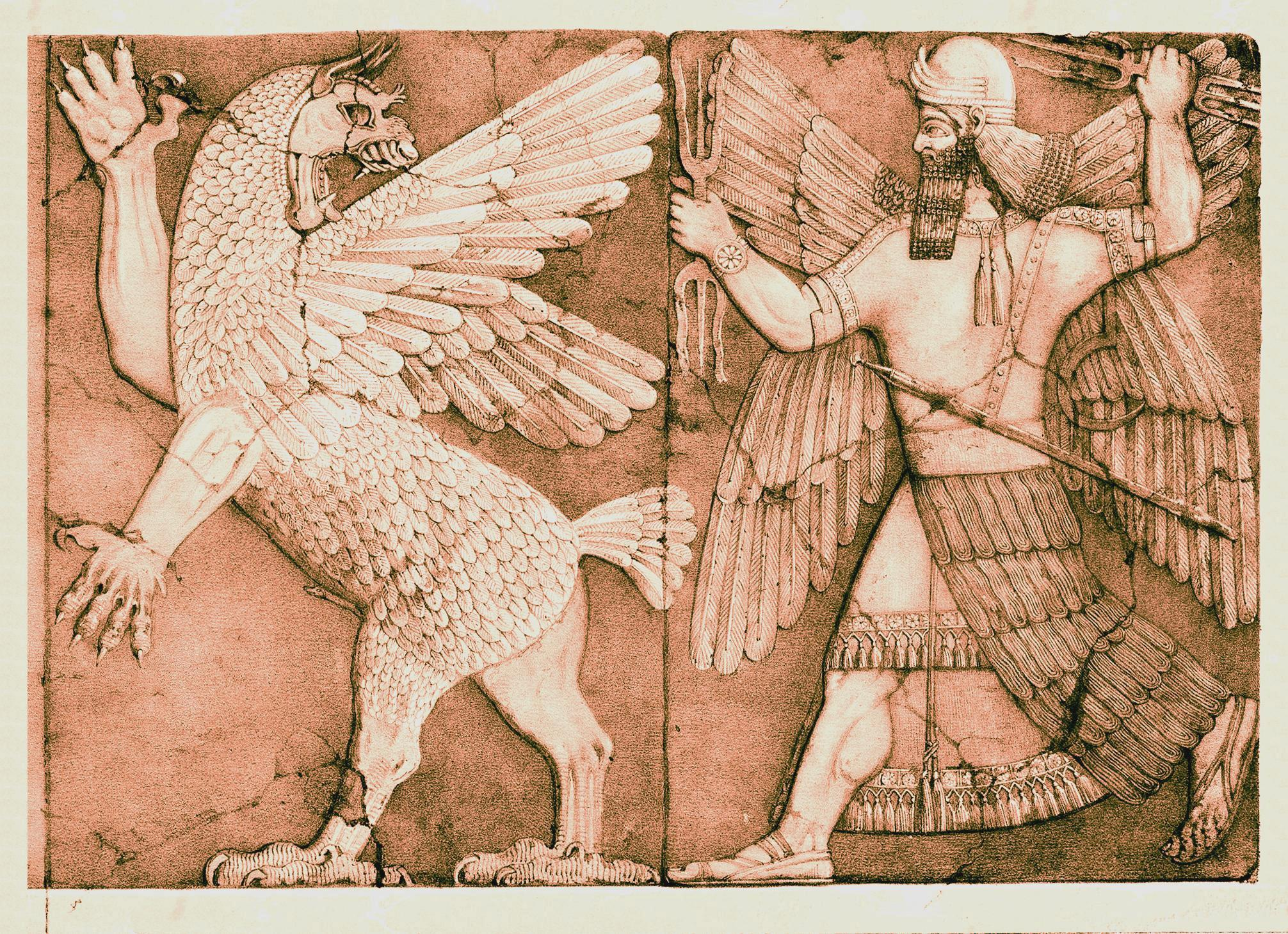
Combate mitológico entre Ninurta y Asag.

Asag (en  sumerio), o Asakku (en acadio), en la  mitología sumeria, es un demonio monstruoso o espíritu maléfico tan horrible que su sola presencia hace hervir a los peces vivos en los ríos. 
Aparece en el poema sumerio Lugal-e, también llamado Las hazañas de Ninurta. Este demonio, engendro monstruoso nacido de la unión entre el dios del cielo An y la diosa de la tierra Ki, habitaba en el Kur y está identificado como el que trae enfermedades, como la malaria. También se suponía que vaciaba los pozos y abría la tierra con oquedades que llenaba de veneno.
Asag es presentado como enemigo del dios de Nippur, Ninurta. Provoca revueltas acompañado por un ejército de demonios líticos nacidos de su unión con las propias montañas hasta que después de muchas vicisitudes que se describen en el poema, es vencido por Ninurta (también llamado Ningirsu), que se vale como arma de la tempestad de los ocho vientos y final y decisivamente con un arma mitológica, una maza mágica, Sharur, que utiliza después de buscar el consejo de su padre, el dios Enlil.
A su muerte, Asag será convertido en un inmenso lecho de piedras zalaqu tan extenso y profundo que llegará hasta la morada de los muertos y hará que las aguas crecientes del Kur inunden Súmer y provocarán el hambre en la zona.